# Premier League de Escocia 2011-12
La temporada 2011-12 fue la 115.ª edición del Campeonato escocés de fútbol y la 14.ª edición como Premier League de Escocia, la división más importante del fútbol escocés. La competencia comenzó el 23 de julio de 2011 y finalizó el 13 de mayo de 2012 con la conquista del Celtic Glasgow de su 43.er título de liga.
La temporada 2011/12 también fue la última temporada hasta 2016 en que el Rangers FC compitió en el máximo nivel del fútbol escocés, quedando relegado a la cuarta división para la temporada 2012/13 debido a problemas administrativos.

## Equipos y estadios
En esta edición participaron 12 equipos, de los cuales 11 provenían de la temporada pasada. Hamilton Academical FC, el equipo descendido la temporada anterior, fue reemplazado por el ascendido de la Primera División, el Dunfermline Athletic FC.
| Equipo               | Ciudad      | Estadio                    | Aforo  |
| -------------------- | ----------- | -------------------------- | ------ |
| Aberdeen             | Aberdeen    | Pittodrie Stadium          | 22.200 |
| Celtic               | Glasgow     | Celtic Park                | 60.506 |
| Dundee United        | Dundee      | Tannadice Park             | 14.200 |
| Dunfermline Athletic | Dunfermline | East End Park              | 12.510 |
| Heart of Midlothian  | Edimburgo   | Tynecastle Stadium         | 18.300 |
| Hibernian            | Edimburgo   | Easter Road Stadium        | 20.250 |
| Inverness CT         | Inverness   | Tulloch Caledonian Stadium | 7.512  |
| Kilmarnock           | Kilmarnock  | Rugby Park                 | 18.220 |
| Motherwell           | Motherwell  | Fir Park                   | 13.742 |
| Rangers              | Glasgow     | Ibrox Park                 | 51.082 |
| St. Johnstone        | Perth       | McDiarmid Park             | 10.618 |
| Saint Mirren         | Paisley     | St. Mirren Park            | 8.006  |

## Tabla de posiciones
|  |    | Equipo                   | PJ | PG | PE | PP | GF | GC | DG  | PTS |
|  | -- | ------------------------ | -- | -- | -- | -- | -- | -- | --- | --- |
|  | 1  | Celtic                   | 38 | 30 | 3  | 5  | 84 | 21 | +63 | 93  |
|  | 2  | Rangers                  | 38 | 26 | 5  | 7  | 77 | 28 | +49 | 73  |
|  | 3  | Motherwell               | 38 | 18 | 8  | 12 | 49 | 44 | +5  | 62  |
|  | 4  | Dundee United            | 38 | 16 | 11 | 11 | 62 | 50 | +12 | 59  |
|  | 5  | Heart of Midlothian      | 38 | 15 | 7  | 16 | 45 | 43 | +2  | 52  |
|  | 6  | St. Jonhstone            | 38 | 14 | 8  | 16 | 43 | 50 | -7  | 50  |
|  |    |                          |    |    |    |    |    |    |     |     |
|  | 7  | Kilmarnock               | 38 | 11 | 14 | 13 | 44 | 61 | -17 | 47  |
|  | 8  | Saint Mirren             | 38 | 9  | 16 | 13 | 39 | 51 | -12 | 43  |
|  | 9  | Aberdeen                 | 38 | 9  | 14 | 15 | 36 | 44 | -8  | 41  |
|  | 10 | Inverness CT             | 38 | 10 | 9  | 19 | 42 | 60 | -18 | 39  |
|  | 11 | Hibernian                | 38 | 8  | 9  | 21 | 40 | 67 | -27 | 33  |
|  | 12 | Dunfermline Athletic (A) | 38 | 5  | 10 | 23 | 40 | 82 | -42 | 25  |

 PJ = Partidos jugados; PG = Partidos ganados; PE = Partidos empatados; PP = Partidos perdidos;
GF = Goles anotados; GC = Goles recibidos; DG = Diferencia de gol; PTS = Puntos
- (A) : Ascendido la temporada anterior.

|  | Campeón y clasificado a Liga de Campeones de la UEFA 2012-13. |
|  | Clasificado a Liga de Campeones de la UEFA 2012-13.           |
|  | Clasificado a Liga Europea de la UEFA 2012-13.                |
|  | Desciende a Primera División de Escocia.                      |

## Máximos goleadores
| Pos. | Jugador           | Equipo                 | Goles |
| ---- | ----------------- | ---------------------- | ----- |
| 1    | Gary Hooper       | Celtic FC              | 24    |
| 2    | Jon Daly          | Dundee United FC       | 19    |
| 3    | Michael Higdon    | Motherwell FC          | 14    |
| 3    | Nikica Jelavić    | Rangers FC             | 14    |
| 3    | Francisco Sandaza | St. Johnstone FC       | 14    |
| 6    | Steven Thompson   | Saint Mirren FC        | 13    |
| 7    | Sone Aluko        | Rangers FC             | 12    |
| 7    | Garry O'Connor    | Hibernian FC           | 12    |
| 7    | Dean Shiels       | Kilmarnock FC          | 12    |
| 7    | Rudolf Skácel     | Heart of Midlothian FC | 12    |
| 7    | Anthony Stokes    | Celtic FC              | 12    |

## Primera División - First División
La Primera División 2011-12 fue ganada por el Ross County FC que accede a la máxima categoría, Queen of the South desciende a la Segunda División.
| Pos | Equipo              | PJ | PG | PE | PP | GF | GC | GA  | Pts |
| --- | ------------------- | -- | -- | -- | -- | -- | -- | --- | --- |
| 1.  | Ross County         | 36 | 22 | 13 | 1  | 72 | 32 | +40 | 79  |
| 2.  | Dundee FC           | 36 | 15 | 10 | 11 | 53 | 43 | +10 | 55  |
| 3.  | Falkirk             | 36 | 13 | 13 | 10 | 53 | 48 | +5  | 52  |
| 4.  | Hamilton Academical | 36 | 14 | 7  | 15 | 55 | 56 | -1  | 49  |
| 5.  | Livingston          | 36 | 13 | 9  | 14 | 56 | 54 | +2  | 48  |
| 6.  | Partick Thistle     | 36 | 12 | 11 | 13 | 50 | 39 | +11 | 47  |
| 7.  | Raith Rovers        | 36 | 11 | 11 | 14 | 46 | 49 | -3  | 44  |
| 8.  | Greenock Morton     | 36 | 10 | 12 | 14 | 40 | 55 | -15 | 42  |
| 9.  | Ayr United          | 36 | 9  | 11 | 16 | 44 | 67 | -23 | 38  |
| 10. | Queen of the South  | 36 | 7  | 11 | 18 | 38 | 64 | -26 | 32  |